# 서부간선도로
서부간선도로(西部幹線道路)는 서울특별시 영등포구 성산대교 남단과 금천구 소하 분기점을 잇는 도로로서 서울특별시의 주요 간선 도로 중 하나이다. 기점부에서는 성산대교를 통해 성산로와 직결되며, 금천 나들목에서 서해안고속도로와 직결된다. 금천 나들목에서 서해안고속도로와 직결되는 이점과, 수없이 많은 진출입 교차로, 좁은 도로 등 때문에 경기도 남부권에서 올라오거나 내려오는 차들이 몰려나와 이 도로와 이 주변 도로는 복잡하지 않은 시간이 드물다. 노선의 전 구간이 국도 제1호선으로 지정되어 있다.

## 역사
- 1985년 11월 26일 : 시흥대교 ~ 경인고속도로 입구(목동교) 10.8 km 구간 착공[1]
- 1988년 9월 14일 : 시흥대교 ~ 경인고속도로 입구(목동교) 10.8 km 구간 개통[2]
- 1989년 2월 13일 : 시흥대교 ~ 성산대교 남단 10.8 km 구간이 자동차 전용도로로 지정[3]
- 1996년 7월 1일 : 국도 노선 변경으로 인해 국도 제1호선으로 지정[4]
- 2016년 3월 1일 : 서부간선지하도로 (성산대교 남단 ~ 금천 나들목 지하화) 구간 착공
- 2019년 12월 26일 : 시흥대교 ~ 소하 분기점 구간이 자동차 전용도로로 지정[5]
- 2019년 12월 28일 : 금하지하차도 개통
- 2021년 9월 1일 : 서부간선지하도로 (성산대교 남단 ~ 금천 나들목 지하화) 구간 개통[6], 무료 구간은 자동차 전용도로 해제

## 서부간선지하도로
서부간선지하도로는 강남순환로의 2단계 구간이자 영등포구 양평동 성산대교 남단 ~ 금천구 독산동 금천 나들목 구간을 잇는 연장 10.33km, 왕복 4차로의 지하도로로, 만성적인 정체와 통행량 증가로 인해 2011년 중으로 서부간선도로 지하화 공사를 착공할 예정이었으나 착공하지 못하고 무기한 연기되고 있었다. 2010년 6월 우선협상대상자를 선정한 이후 별다른 진척이 없었으나 2015년 3월 사업대상자로 서서울도시고속도로(주)가 선정되어 공사에 들어갔다. 서부간선지하도로가 개통되면 기존의 서부간선도로는 일반도로화되며 안양천과 연결하여 친환경 공간으로 조성될 예정이며 2016년 3월 1일에 착공되어 2021년 9월 1일에 개통되었다. 신월여의지하도로처럼 소형차 전용도로로 건설되었기 때문에 총중량 3.5t 초과 화물차량, 높이가 3m를 초과하거나 너비가 2.5m를 초과하는 차량, 10톤 이상 화물차, 대형 버스, 이륜차량, 초소형 자동차는 이 지하도로로 운행할 수 없다. 요금은 2021년 9월 1일부터 2021년 9월 14일까지는 무료이고, 2021년 9월 15일부터 2,500원이 징수된다.

## 구간
- 시설물
  - IC : 나들목 (Interchange)
  - IS : 평면 교차로[11] (Intersection)
- (■): 자동차 전용도로 구간

| 종류                           | 이름                           | 접속 노선                                                    | 소재지                         | 소재지                         | 비고 |
| 국도 제1, 48호선 성산로와 직결 | 국도 제1, 48호선 성산로와 직결 | 국도 제1, 48호선 성산로와 직결                               | 국도 제1, 48호선 성산로와 직결 | 국도 제1, 48호선 성산로와 직결 | 국도 제1, 48호선 성산로와 직결                                                                                            |
| ------------------------------ | ------------------------------ | ------------------------------------------------------------ | ------------------------------ | ------------------------------ | --- |
| IC                             | 성산대교남단                   | 국도 제6호선 국도 제48호선 국도 제77호선 (노들로) 올림픽대로 | 서울특별시                     | 영등포구                       | 올림픽대로에서는 성산 방향 진입만 가능                                                                                    |
| IC                             | 양평교 교차로                  | 서부간선지하도로 양평로 양평로27길 양평로28길 양평로30길     | 서울특별시                     | 영등포구                       | 안양 방향 진입 불가 교차로 이용 시 서부간선지하도로 진출입 불가                                                           |
| IC                             | 목동교 교차로                  | 국회대로 (120호선 경인고속도로)                              | 서울특별시                     | 영등포구                       | 신월동 방향 진출시 경인고속도로 간접 연결                                                                                 |
| IS                             | 오목교 교차로                  | 오목로 영등포로                                              | 서울특별시                     | 영등포구                       | 우회전 방향 진출입만 가능                                                                                                 |
| IS                             | 신정교 교차로                  | 도림천로 경인로67길                                          | 서울특별시                     | 영등포구                       | |
| IS                             | 오금교 교차로                  | 목동로 구로중앙로                                            | 서울특별시                     | 구로구                         | |
| IS                             | 고척교 교차로                  | 국도 제46호선 (경인로)                                       | 서울특별시                     | 구로구                         | |
| -                              | 안양천철교                     | 경인선                                                       | 서울특별시                     | 구로구                         | |
| IC                             | 구일초교앞                     | 구일로                                                       | 서울특별시                     | 구로구                         | 성산 방향 진입, 안양 방향 진출만 가능                                                                                     |
| IS                             | 광명교 교차로                  | 가마산로                                                     | 서울특별시                     | 금천구                         | |
| IS                             | 철산교 교차로                  | 디지털로                                                     | 서울특별시                     | 금천구                         | 우회전 방향 진출입, 디지털단지에서 안양 방향 진입만 가능 디지털단지에서 성산 방향 진입은 가산디지털2로 또는 서부샛길 이용 |
| IS                             | 금천 교차로                    | 가산디지털2로                                                | 서울특별시                     | 금천구                         | 성산 방향 진출만 가능 |
| IC                             | 금천교 교차로                  | 범안로 서부간선지하도로                                      | 서울특별시                     | 금천구                         | 성산 방향 진입, 안양 방향 진출만 가능 교차로 이용 시 서부간선지하도로 진출입 불가                                         |
| IC                             | 금천 나들목                    | 15호선 서해안고속도로                                        | 서울특별시                     | 금천구                         | 안양 방향 진출, 성산 방향 진입만 가능                                                                                     |
| BR                             | 안양천교                       |                                                              | 서울특별시                     | 금천구                         | |
| IS                             | 시흥대교 교차로 (금하지하차도) | 국도 제1호선 (금하로) 안양천로                               | 경기도                         | 광명시                         | |
| IC                             | 소하 나들목                    | 17호선 평택파주고속도로 강남순환로                           | 경기도                         | 광명시                         | |
| IS                             | 기아대교 교차로 (소하 나들목)  | 기아로 뚝방길                                                | 서울특별시                     | 금천구                         | |

## 서울특별시도 제01호선
서울특별시도 제01호선(서부간선)은 서울특별시 금천구 시계와 마포구 사천교를 잇는 서울특별시도이다. 서부간선도로의 전구간과 성산로의 일부 구간을 포함하며 총연장은 17.3km이다.

### 노선
서부간선도로 구간
- 시흥대교 교차로 - 안양천교 - 금천 나들목 - 금천교 - 철산교 - 광명교 - 구일초교앞 - 고척교 - 오금교 - 신정교 - 오목교 - 목동교 - 양평교 - 성산대교 남단

성산로 구간
- 성산대교 북단 - 내부순환로입구(성산램프) - 마포구청역 - 성산2교 교차로 - 모래내고가(사천교)

## 기점 문제
현재 여러 가지 자료 상의 문제로 인해 이 도로의 기점(혹은 종점)이 어디인지 명확히 알 수 없다. 서울특별시에서 제공하는 2020년도 도로 통계에는 서부간선도로의 기점이 '제물포길'로 되어있어, 목동교가 기점이며 기점에서 성산로와 직결됨을 알 수 있다. 그러나 자동차 전용도로는 성산대교남단 ~ 시흥대교 구간으로 지정되면서 기점이 목동교인지 성산대교인지 정확히 알 수 없다. 하지만 성산대교에서 직결되는 도로의 특성 상 일반적인 인식으로는 목동교 ~ 성산대교 구간도 서부간선도로 구간으로 취급되었고 교통방송 등에서도 그렇게 안내하였다. 또한 도로명주소 사업으로 2011년 7월 29일 성산로에는 도로명을 새로 부여하면서 기점이 목동교에서 성산대교 북단으로 변경된 것에 반해 서부간선도로에는 도로명이 부여되지 않아 정확한 기점을 알기 더 어려워졌다. 이외에도 서울특별시 주요도로 노선번호부여 및 표지판설치계획(1988)에는 기점이 성산대교 북단으로 되어 있는 등, 여러 자료들 각각에 기점이 다르게 표기되어 있다.